# Regimentul 1 Călărași (1916-1918)
Regimentul 1 Călărași a fost o unitate de cavalerie de nivel tactic, care s-a constituit la 14/27 august 1916, prin mobilizarea unităților și subunităților existente la pace. Regimentul era dislocat la pace în garnizoana Craiova. :p. 328
Regimentul a făcut parte din Brigada 1 Călărași alături de Regimentul 2 Călărași, aflată în organica Corpului I Armată. La intrarea în război, Regimentul 1 Călărași a fost comandat de colonelul Alexandru Costescu. Regimentul 1 Călărași a participat la acțiunile militare pe frontul român, pe toată perioada războiului, între 14/27 august 1916 - 28 ocotmbrie/11 noiembrie 1918.{Rp|p. 200}

## Participarea la operații

### Campania anului 1916
În campania din anul 1916 Regimentul 1 Călărași a participat la acțiunile militare în dispozitivul de luptă al Armatei 1, participând la A doua bătălie de pe Valea Jiului (1916) și Bătălia pentru București. {Rp|passim}{Rp|passim}

### Campania anului 1917
În campania din anul 1917 Regimentul 1 Călărași a participat la acțiunile militare în dispozitivul de luptă al Armatei 1, participând la Bătălia de la Mărășești. În această campanie, regimentul a fost comandat de colonelul Grigore Romano. {Rp|p. 50} {Rp|passim}{Rp|passim}

## Comandanți
- Colonel  Alexandru Costescu
- Colonel  Grigore Romano